# Coptops
Coptops es un género de escarabajos longicornios de la tribu Mesosini. 

## Especies
- Coptops aedificator (Fabricius, 1793)
- Coptops alboirroratus Fuchs, 1966
- Coptops albonotatus (Pic, 1917)
- Coptops andamanicus Breuning, 1935
- Coptops annamensis Breuning, 1938
- Coptops annobonae Aurivillius, 1910
- Coptops annulipes Gahan, 1894
- Coptops annulipes alorensis Breuning, 1967
- Coptops annulipes kangeana Breuning, 1968
- Coptops brunneus Breuning, 1936
- Coptops cameroni Breuning, 1978
- Coptops curvatosignatus Pu, 1992
- Coptops diversesparsus (Pic, 1917)
- Coptops europae Breuning, 1966
- Coptops huberi Siess, 1970
- Coptops humerosus Fairmaire, 1871
- Coptops hypocritus Lameere, 1892
- Coptops illicitus Pascoe, 1865
- Coptops illicitus auguralis Pascoe, 1865
- Coptops illicitus rosaceus Breuning, 1980
- Coptops illicitus tabidus Pascoe, 1865
- Coptops intermissus Pascoe, 1883
- Coptops japonicus Breuning, 1936
- Coptops leucosticticus White, 1858
- Coptops leucosticticus rusticus Gressitt, 1940
- Coptops licheneus Pascoe, 1865
- Coptops lituratus Klug, 1833
- Coptops marmoreus Breuning, 1939
- Coptops mindanaonis Breuning, 1980
- Coptops mourgliai Villiers, 1974
- Coptops nigropunctatus Fairmaire, 1871
- Coptops ocellifer Breuning, 1965
- Coptops pacificus Breuning, 1968
- Coptops pardalis (Pascoe, 1862)
- Coptops pascoei Gahan, 1894
- Coptops penghuensis Yamasako & Lin, 2010
- Coptops purpureomixtus (Pic, 1926)
- Coptops robustipes (Pic, 1925)
- Coptops rufa Thomson, 1878
- Coptops rugosicollis Breuning, 1968
- Coptops semiscalaris (Pic, 1928)
- Coptops senegalensis Breuning, 1968
- Coptops similis Breuning, 1935
- Coptops szechuanicus Gressitt, 1951
- Coptops tetricus (Newman, 1842)
- Coptops thibetanus Breuning, 1974
- Coptops undulatus Pascoe, 1865
- Coptops undulatus javanicus Breuning, 1967
- Coptops variegatus Breuning, 1938
- Coptops vomicosus (Pascoe, 1862)